# Saint-Orens
Saint-Orens (gaskognisch: Sent Orens) ist eine französische Gemeinde mit 80 Einwohnern (Stand 1. Januar 2022) im Département Gers in der Region Okzitanien (bis 2015 Midi-Pyrénées); sie gehört zum Arrondissement Condom und zum Gemeindeverband Bastides de Lomagne. Die Bewohner nennen sich Saint-Orennais/Saint-Orennaises.
Saint-Orens ist umgeben von den Nachbargemeinden Saint-Georges im Norden und Nordosten, Sirac im Osten und Südosten, Touget im Süden sowie Mauvezin im Westen.

## Bevölkerungsentwicklung
| Jahr                       | 1800 | 1841 | 1962 | 1968 | 1975 | 1982 | 1990 | 1999 | 2006 | 2011 | 2016 |
| Einwohner                  | 170  | 222  | 72   | 47   | 40   | 39   | 58   | 75   | 76   | 87   | 80   |
| Quellen: Cassini und INSEE |      |      |      |      |      |      |      |      |      |      |      |